# Holacanthella
Genre
Holacanthella est un genre de collemboles de la famille des Neanuridae.

## Distribution
Les espèces de ce genre sont endémiques de Nouvelle-Zélande.

## Liste des espèces
Selon Checklist of the Collembola of the World (version du 29 octobre 2019) :
- Holacanthella brevispinosa (Salmon, 1942)
- Holacanthella duospinosa (Salmon, 1942)
- Holacanthella laterospinosa (Salmon, 1944)
- Holacanthella paucispinosa (Salmon, 1941)
- Holacanthella spinosa (Lubbock, 1899)

## Publication originale
- Börner, 1906 : Das System der Collembolen nebst Beschreibung neuer Collembolen des Hamburger Naturhistorischen Museums. Jahrbuch der Hamburgischen Wissenschaftlichen Anstalten, vol. 23, no 2, p. 147-186 (texte intégral).